# Valle Dossana
La Valle Dossana (detta anche valle Nossana) è una valle laterale della Val Seriana in Provincia di Bergamo, Lombardia. La valle si sviluppa per circa otto chilometri alla destra orografica della val Seriana.
L'area Val Nossana - Cima di Grem è riconosciuta come zona speciale di conservazione

## Descrizione
È delimitata a Nord dalla catena montuosa che include il passo del Re ed i monti Secco (2267 m s.l.m.) e Fop (2322 m s.l.m.), ad Est dalla costa della Forcella e dal monte Trevasco, mentre ad Ovest nella parte più a valle dalla costa di Belloro, mentre nella parte più a monte dalla Costa Bruciata e dal monte Golla. Sua tributaria da destra è la valle Gorgolina, lunga a sua volta tre chilometri, che nasce dalla zona della cima Foppazzi, poco più a Sud del pizzo Arera.
A livello amministrativo è inclusa nei comuni di Premolo (lato orografico destro), Parre (lato sinistro) e Ponte Nossa (parte terminale prima dello sbocco nella valle Seriana)
Deve il proprio nome alla presenza dell'omonimo torrente che la solca; la sorgente di questo corso d'acqua ricopre un'elevata importanza in ambito provinciale, dal momento che, grazie alla sua elevata portata, soddisfa il fabbisogno di acqua potabile di parte della bergamasca e della città di Bergamo.

## Insediamenti
La presenza dell'uomo è concentrata soltanto nelle ultime centinaia di metri presso il fondovalle, dove nel corso dei secoli lo sfruttamento del corso d'acqua della Nossana ha permesso lo sviluppo di attività produttive con magli. 
Nel resto della vallata vi sono sporadici nuclei, il più grande dei quali è Cossaglio, piccola contrada in territorio di Parre, poco distante dell'abitato di Ponte Nossa. Per il resto vi sono cascine isolate, un tempo utilizzate da pastori e mandriani. Tra queste si segnalano la Cà Lòa, la Baita di sotto e la baita di Sopra (chiamata in dialetto Beita de sura), la baita di Piazza Manzone, la baita Tacca e la baita di Costa Bruciata, attualmente inutilizzate. 
A queste si aggiungono la baita Forcella e la baita di Fop, tuttora funzionanti, ed il rifugio Santamaria in Leten (1765 m s.l.m.), situato al margine occidentale della conca alla testata della Val Nossana, di proprietà del comune di Ponte Nossa.

## Galleria d'immagini

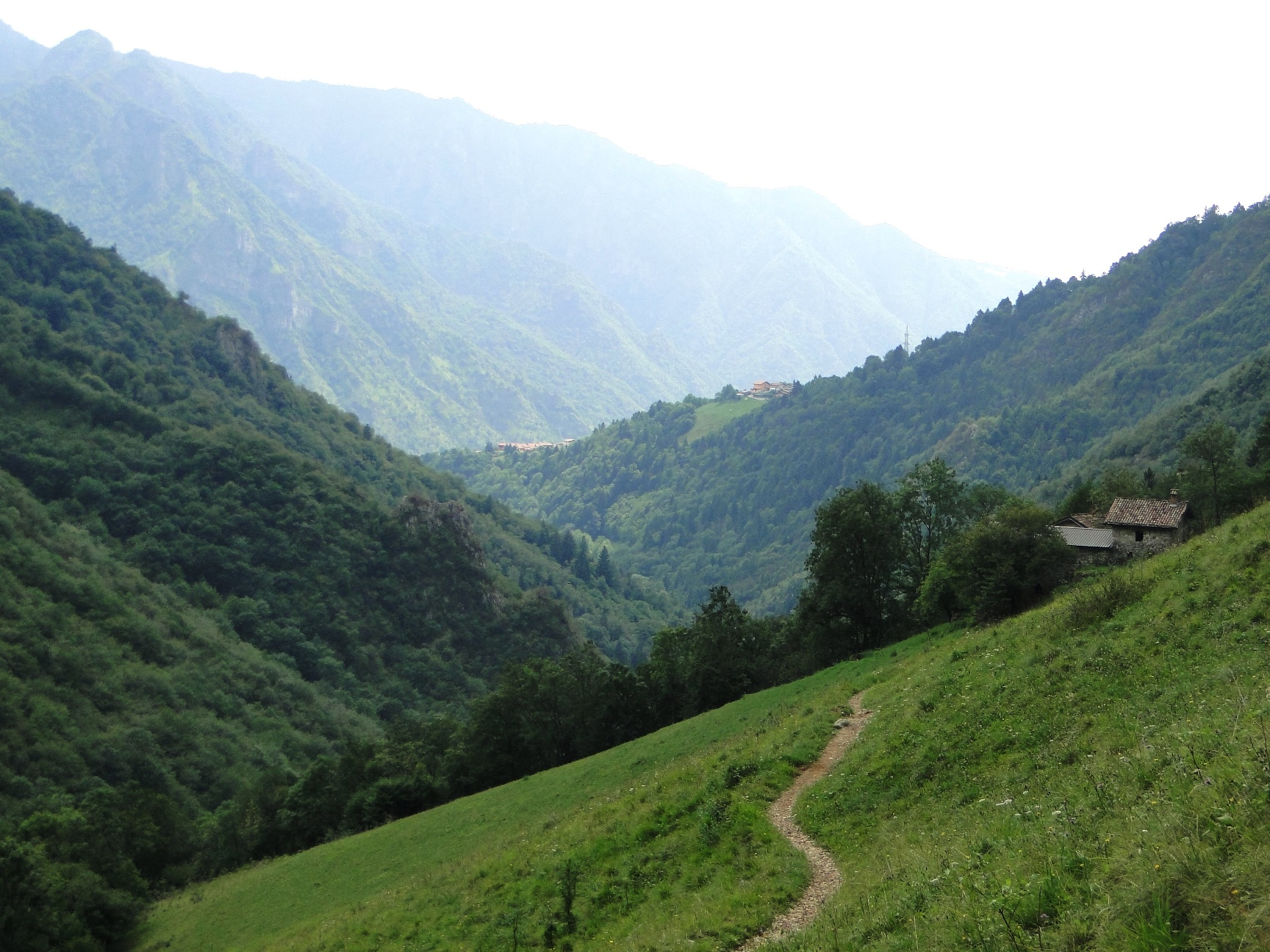
La bassa valle presso la Cà Lòa.
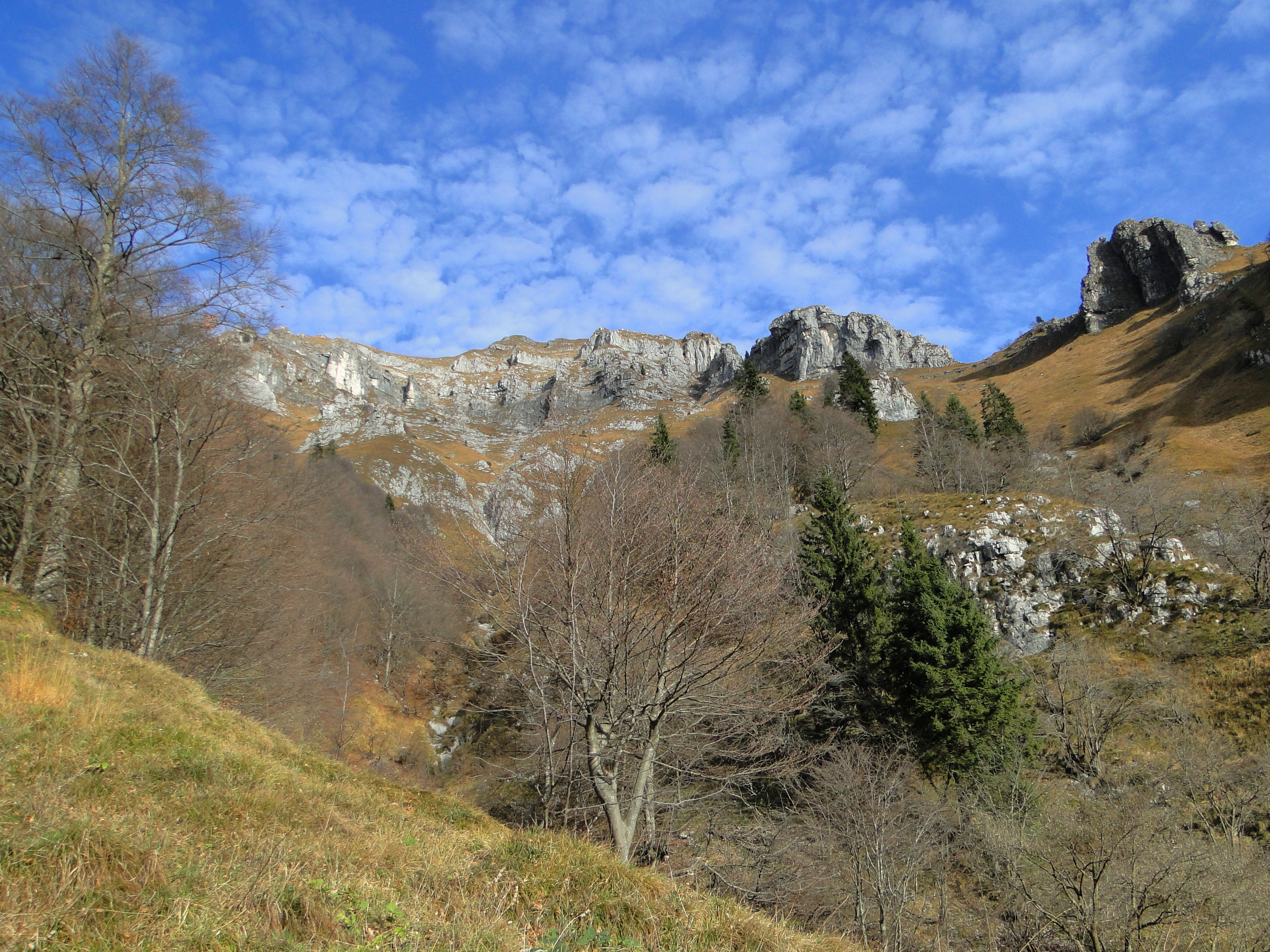
Val Gorgolina, ramo laterale della valle.
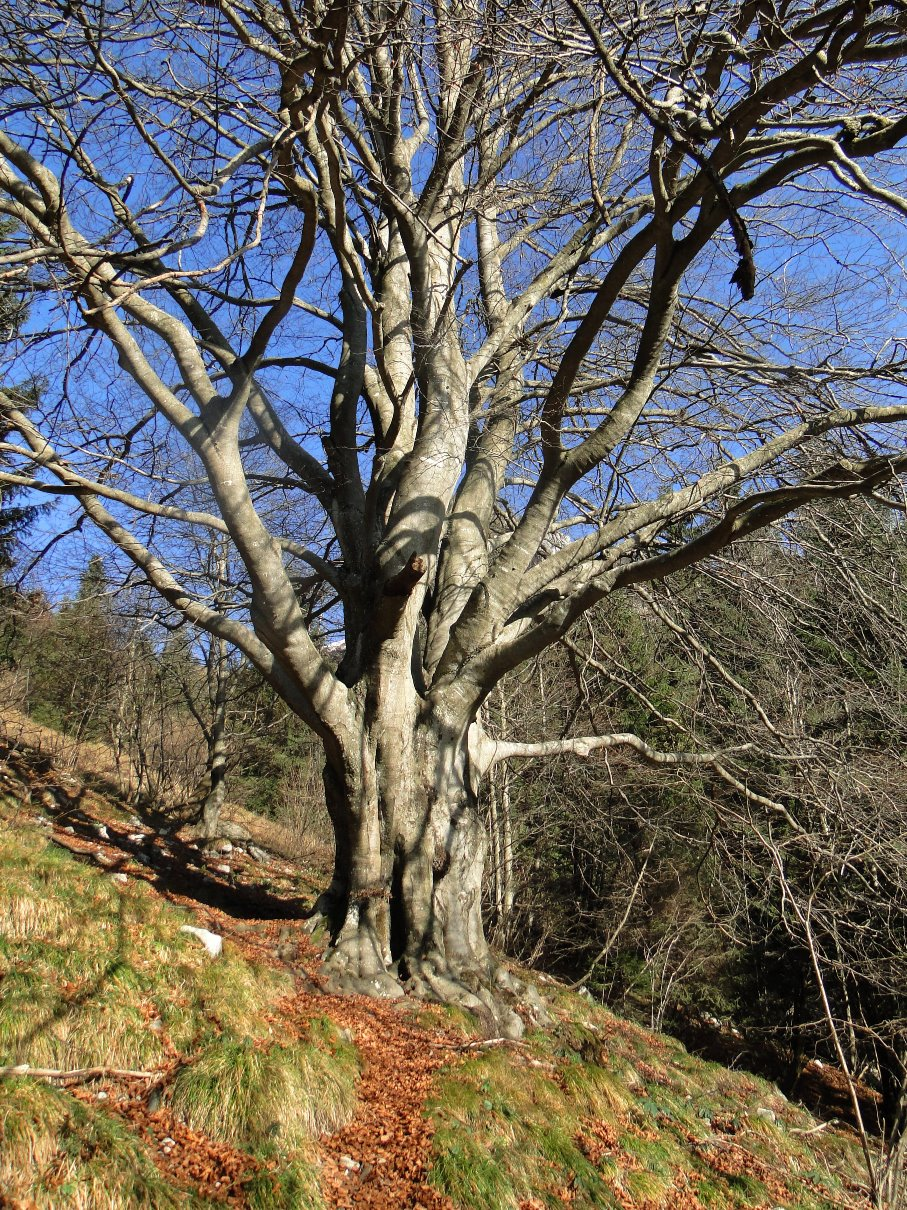
Faggio secolare.
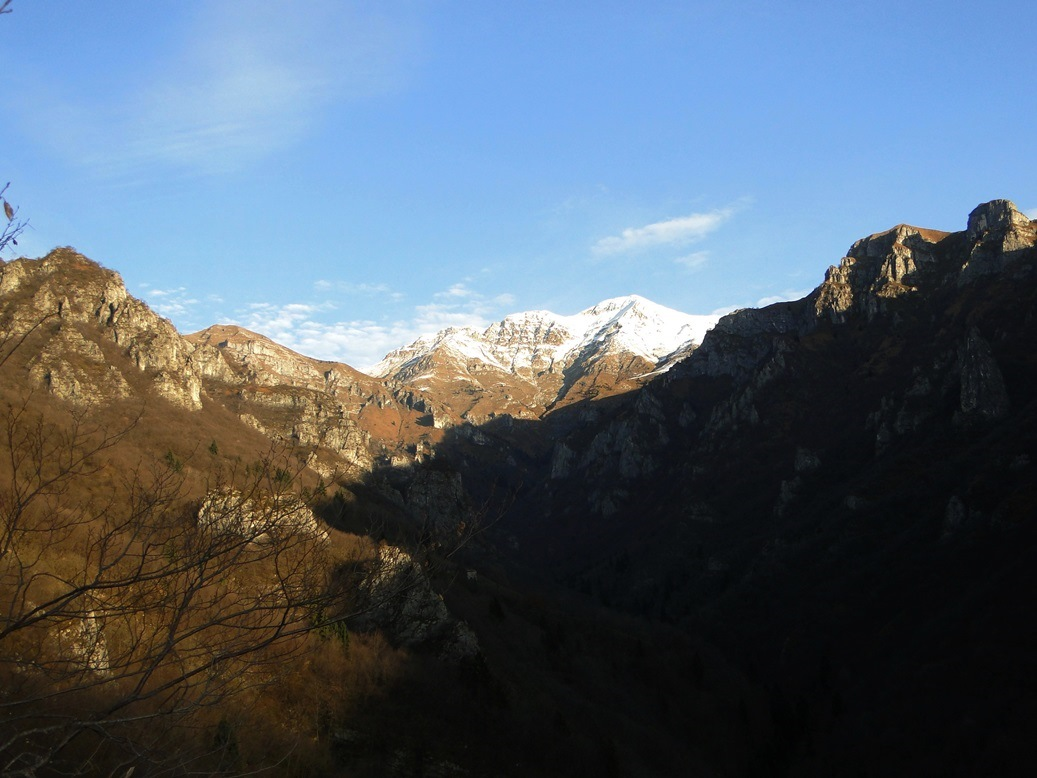
Aspetto autunnale della valle, sovrastata dalla Cima del Fop.